# 星守犬
《星守犬》（日语：星守る犬）是日本漫畫家村上崇所繪的日本漫画作品。於《漫畫ACTION》（双葉社）上進行連載。單行本全2卷。之後改編成真人電影，於2011年在日本上映
2008年度第12屆動畫部門漫畫部門審查委員會推薦作品。他社雜誌《DA VINCI》上進行「DA VINCI BOOK OF THE YEAR 2009」投票活動，最後本作榮獲「年度最好哭的書（泣ける本ランキング）」與「讀者票選白金書（読者が選ぶプラチナ本）」二大部門排行榜的第1名；《這本漫畫真厲害！2010》（寶島社）男性部門 第4名；《THE BEST MANGA 2010 最想讀的漫畫！（このマンガを読め!）》（freestyle） 獲選為第5名。
2013年英文翻譯版由NBM Publishing正式代理發行，2011年由美國圖書館協會青少年向服務部門（YALSA）選出「2013年適合青少年閱讀的優秀圖像小說（2013 Great Graphic Novels for Teens）」的10部作品其中之一。
本作標題《星守犬》的意涵於在扉頁中說明「從狗望著無法入手的星星之姿態而來。也被用來形容追求高不可及之目標的人們。（犬がもの欲しそうに星を見続けている姿から、手に入らないものを求める人のことを指す）」。

## 劇情簡介
位于北海道的名寄市，在市政府工作的奥津和同事在密林深处发现一辆废弃的汽车，车里有一具中年男子和一条秋田犬的骸骨。汽车内外除了几张沿途消费收據外，没有任何能证明死者身份的证件。经过对骸骨的检验得知，狗在男主人死去半年后才随之死去。
奥津童年有着养狗经历，因此他对死者的经历非常好奇，于是自费开车前往死者旅程的起点——东京调查，并在东京搭载了跑到东京参加选秀的同乡少女有希。两人以购物收據为线索，一路追寻着男子“前田”及其爱犬Happy的足迹。经过探访，“前田”先生平凡寂寥的人生以及他与Happy之间的感人往事渐渐显现出来。

## 故事
- 第1卷《星守犬》收錄《星守犬》與其後日談《日輪草》兩篇漫畫作品。
- 第2卷《續・星守犬》收錄《雙子星》、《一等星》與《星守犬／尾聲》等作品。

星守犬（星守る犬）：於2008年8月5日到8月19日進行連載
日輪草（日輪草（ひまわりそう））：於2009年1月20日到2月3日進行連載
雙子星（双子星）：於2009年8月4日刊載
一等星（一等星）：於2009年10月20日到11月17日進行連載
星守犬／尾聲（星守る犬／エピローグ）：單行本新繪

## 出版書籍
單行本
| 標題       | 雙葉社        | 雙葉社                 | 時報出版      | 時報出版               |
| 標題       | 發售日期      | ISBN                   | 發售日期      | ISBN                   |
| ---------- | ------------- | ---------------------- | ------------- | ---------------------- |
| 星守犬     | 2009年7月7日  | ISBN 978-4-575-30143-4 | 2011年4月22日 | ISBN 978-957-13-5336-4 |
| 續・星守犬 | 2011年3月18日 | ISBN 978-4-575-30300-1 | 2011年9月30日 | ISBN 978-957-13-5429-3 |

小說
電影改編小說，作者為蒔田陽平
- 2011年4月28日發售、ISBN 978-4-575-51431-5

漫畫改編小說，作者為原田舞葉
- 2011年6月1日發售、ISBN 978-4-575-23728-3
- 2014年6月10日發售、ISBN 978-4-575-51681-4（雙葉文庫）

## 電影
於2011年6月11日上映的電影，改编自同名漫画作品。导演為瀧本智行，由西田敏行主演。故事講述一名男子因中年失業，被老婆放生，帶著愛犬流浪的故事。

### 演員
- 西田敏行 - 前田，有一只秋田爱犬Happy
- 玉山铁二 - 奥津，在北海道名寄市市政府工作的公务员
- 川岛海荷 - 有希，偷偷跑到东京选秀与奥津同乡的少女
- 余貴美子 - 旅店老板
- 温水洋一 - 富田
- 浜田麻里 - 富田的妻子
- 塩見三省 - 西谷課長
- 中村獅童 - 便利店店主
- 岸本加世子 - 前田的妻子
- 藤竜也 - 奥津的爷爷，他为奥津带来一只小黑狗
- 三浦友和 - 海边餐馆老板

### 製作團隊
- 原作 - 村上崇《星守犬》（雙葉社）
- 腳本 - 橋本裕志
- 音樂 - 稻本響
- 監督 - 瀧本智行
- 製作 - 市川南、服部洋、雨宮俊武、諸角裕、喜多埜裕明、北川直樹、石田耕二
- 執行製作人 - 塚田泰浩
- 製作人 - 窪田義弘
- 企劃 - 神戸明
- 製作統籌 - 竹山昌利
- 攝影 - 浜田毅
- 美術 - 若松孝市
- 照明 - 高屋齋
- 錄音 - 藤丸和徳
- 調音 - 瀬川徹夫
- 編輯 - 高橋信之
- 主要設計 - 小林久之
- 裝飾 - 平井浩一
- 場記 - 長坂由起子
- 輔助監督 - 山本亮
- 製作擔當 - 村瀬正章
- VFX監督 - 小坂一順
- 犬隻指導 - 宮忠臣
- 制作工作室 - 東宝映像制作部
- 配給 - 東寶
- 製作 - 電影「星守之犬」製作委員會（東宝、電通、KDDI、双葉社、Yahoo! JAPAN、日本索尼音樂娛樂、日本出版販售）

### 歌曲
- 主題曲《夢的另一端》（夢のむこうで）平井堅
- 插入曲《三百六十五步的行進曲》（三百六十五歩のマーチ）水前寺清子

### DVD
- 產品編號 - TDV21409D
- 發售商 - 電通
- 販售商 - 東寶
- 發售日 - 2011年12月16日
  - 初回限定封入特典：由原作者村上崇所新繪製的《2012年曆》
  - 本篇128分鐘＋影像特典58分鐘